# Hironori Nishi
Hironori Nishi (japanisch 西 弘則 Nishi Hironori; * 25. Februar 1987 in der Präfektur Kumamoto) ist ein ehemaliger japanischer Fußballspieler.

## Karriere
Nishi erlernte das Fußballspielen in der Universitätsmannschaft der Ryūtsū-Keizai-Universität. Seinen ersten Vertrag unterschrieb er 2009 bei Roasso Kumamoto. Der Verein spielte in der zweithöchsten Liga des Landes, der J2 League. Für den Verein absolvierte er 78 Ligaspiele. 2011 wechselte er zum Ligakonkurrenten Ōita Trinita. Am Ende der Saison 2012 stieg der Verein in die J1 League auf. Am Ende der Saison 2013 stieg der Verein wieder in die J2 League ab. Für den Verein absolvierte er 150 Ligaspiele. 201 wechselte er zum Ligakonkurrenten Kamatamare Sanuki. Am Ende der Saison 2018 stieg der Verein in die J3 League ab. Für den Verein absolvierte er 110 Ligaspiele. Ende 2019 beendete er seine Karriere als Fußballspieler.